# Alexander Honold
Alexander Honold (* 16. November 1962 in Valdivia, Chile) ist ein deutscher Literaturwissenschaftler und Professor für Germanistik an der Universität Basel.

## Leben
Honold studierte Germanistik, Romanistik und Philosophie an der Ludwig-Maximilians-Universität München und der Freien Universität Berlin. Er promovierte 1994 an der Freien Universität Berlin mit einer Arbeit über Robert Musil und den Ersten Weltkrieg. Die Habilitation folgte 2002 an der Humboldt-Universität zu Berlin (HU) mit einer Studie über die Astronomie im Werk Friedrich Hölderlins. Er lehrte u. a. an der FU Berlin, an der HU Berlin und an der Universität Konstanz. 1997–2000 war er Wissenschaftlicher Koordinator des DFG-Projekts »Literatur- und Kulturgeschichte des Fremden«. In diese Zeit fallen Forschungsaufenthalte an der New York University (1997) und an der Stanford University (1998), sowie 1998/99 als Fellow am Kulturwissenschaftlichen Institut (KWI) in Essen. Er arbeitete am Literaturblatt der Frankfurter Allgemeinen Zeitung. Seit 2004 ist er Ordinarius für Neuere deutsche Literaturwissenschaft an der Universität Basel, wo er 2010–2012 Forschungsdekan der Philosophisch-Historischen Fakultät war. Von 2014 bis 2024 war er Vorsitzender der Hugo von Hofmannsthal-Gesellschaft. Bis zu ihrem frühen Tod war Alexander Honold mit der Literaturwissenschaftlerin Seraina Plotke verheiratet.

## Arbeitsschwerpunkte
Die Forschungsgebiete Honolds liegen in der Erzählforschung, den Forschungs- und Bildungsreisen seit der Goethezeit, der Semantik der Landschaft und Literaturgeschichte des Wassers, Spiel und Improvisation und Astronomie und Kalender als kulturelle Wissensformen. Alexander Honold ist Mitherausgeber des Jahrbuchs der deutschen Schillergesellschaft (seit 2016) und des Hofmannsthal-Jahrbuchs zur Europäischen Moderne (seit 2017). 

## Veröffentlichungen

### Bücher
- Hugo von Hofmannsthal. Grenzenlose Verwandlung. (Gemeinsam mit Elsbeth Dangel Pelloquin). Frankfurt: Fischer Verlag 2024, ISBN 978-3-10-397553-6
- Poetik der Infektion. Zur Stilistik der Ansteckung bei Thomas Mann. Berlin: Vorwerk 8 2021, ISBN 978-3-947238-36-1
- Die Tugenden und die Laster. Gottfried Keller, Die Leute von Seldwyla. Basel: Schwabe Verlag 2018, ISBN 978-3-7574-0002-6
- Der Erd-Erzähler. Peter Handkes Prosa der Orte, Räume und Landschaften. Stuttgart: Metzler Verlag, 2017, ISBN 978-3-476-04537-9
- Einsatz der Dichtung. Literatur im Zeichen des Ersten Weltkriegs. Berlin: Vorwerk 8, 2015, ISBN 978-3-940384-65-2
- Die Zeit schreiben. Jahreszeiten, Uhren und Kalender als Taktgeber der Literatur. Basel: Schwabe, 2013, ISBN 978-3-7965-3193-4
- Kilimandscharo. Die deutsche Geschichte eines afrikanischen Berges. Berlin: Wagenbach 2011 (zusammen mit Christof Hamann), ISBN 978-3-8031-3634-3
- Walter Benjamin: Erzählen. Schriften zur Theorie der Narration und zur literarischen Prosa. Ausgewählt und mit einem Nachwort von Alexander Honold. Frankfurt/Main: Suhrkamp Verlag, 2007
- Hölderlins Kalender. Astronomie und Revolution um 1800. Berlin: Vorwerk 8, 2005, ISBN 3-930916-68-1
- Nach Olympia. Hölderlin und die Erfindung der Antike. Berlin: Vorwerk 8, 2002, ISBN 3-930916-51-7
- Der Leser Walter Benjamin. Bruchstücke einer deutschen Literaturgeschichte. Berlin: Vorwerk 8, 2000, ISBN 3-930916-33-9
- Die Stadt und der Krieg. Raum- und Zeitkonstruktion in Robert Musils Roman »Der Mann ohne Eigenschaften«. München: Wilhelm Fink Verlag, 1995 (Musil-Studien, Bd. XXV), ISBN 3-7705-3008-X

### Herausgegebene Sammelbände
- Alexander Honold, Arne Klawitter (Hg.): Thomas Mann, „Der Tod in Venedig“ und die Grenzgänge des Erzählens. Interkulturelle Analysen. Schwabe, Basel 2023. ISBN 978-3-7965-4578-8.
- Alexander Honold, Irmgard Wirtz (Hg.): Rilkes Korrespondenzen. Göttingen: Wallstein 2019.
- Alexander Honold, Grit Schwarzkopf (Hg.): Non Fiktion. Arsenal der Anderen Gattungen. 13. Jg. 2018 [2019 erschienen], Heft 1/2: Medizin. Hannover: Wehrhahn Verlag 2019.
- Grundthemen der Literaturwissenschaft: Lesen (Hg., mit Rolf Parr, unter Mitarbeit von Thomas Küpper). Berlin, New York: De Gruyter 2018.
- Jahrbuch der deutschen Schillergesellschaft. Internationales Organ für Neuere deutsche Literatur. (Hg., mit Christine Lubkoll, Ernst Osterkamp und Ulrich Raulff). 62. Jg., Berlin: De Gruyter 2018.
- Hofmannsthal-Jahrbuch zur Europäischen Moderne. Im Auftrag der Hugo von Hofmannsthal-Gesellschaft (Hg., mit Maximilian Bergengruen, Gerhard Neumann, Ursula Renner, Günter Schnitzler, Gotthart Wunberg). 26. Jg. Freiburg: Rombach Verlag 2018.
- Reiseliteratur der Moderne und Postmoderne (Hrsg. mit Michaela Holdenried und Stefan Hermes). Berlin: Erich Schmidt 2017, 682 S.
- Handbuch Literatur und Musik. Handbücher zur kulturwissenschaftlichen Philologie Bd. 2 (Hrsg. mit Nicola Gess). Berlin, Boston 2017.
- Goethe als Literatur-Figur (Hrsg. mit Edith Anna Kunz und Hans-Jürgen Schrader). Göttingen: Wallstein 2016.
- Carmen perpetuum. Ovids Metamorphosen in der Weltliteratur (Hrsg. mit Henriette Harich-Schwarzbauer). Basel: Schwabe 2013.
- Ästhetik des Opfers. Zeichen / Handlungen zwischen Ritual und Spiel (Hrsg., mit Anton Bierl und Valentina Luppi). München: Fink 2012.
- Deconstructing Thomas Mann (Hrsg., mit Niels Werber). Heidelberg: Universitätsverlag Winter 2012.
- Ost-westliche Kulturtransfers. Orient – Amerika (Hrsg.). Bielefeld: Aisthesis 2011.
- Das erzählende und das erzählte Bild (Hrsg., mit Ralf Simon). München: Fink 2010
- Ins Fremde schreiben. Gegenwartsliteratur auf den Spuren historischer und fantastischer Entdeckungsreisen (Hrsg., mit Christof Hamann). Göttingen: Wallstein 2009
- Mit Deutschland um die Welt. Eine Kulturgeschichte des Fremden in der Kolonialzeit (Hrsg., mit Klaus R. Scherpe). Stuttgart, Weimar: Metzler Verlag 2004
- Kolonialismus als Kultur. Literatur, Medien, Wissenschaft in der deutschen Gründerzeit des Fremden (Hrsg., mit Oliver Simons). Tübingen und Basel: Francke 2002
- Räume der literarischen Postmoderne. Gender, Performativität, Globalisierung (Hrsg. von Paul Michael Lützeler in Zusammenarbeit mit Ingeborg Hoesterey, Alexander Honold und Doris Kolesch). Tübingen: Stauffenburg 2000
- Das Fremde. Reiseerfahrungen, Schreibformen und kulturelles Wissen (Hrsg., mit Klaus R. Scherpe). [Beiheft Nr. 2, 1999, zur Zeitschrift für Germanistik] Bern, Berlin etc.: Peter Lang 2000  – Zweite, überarbeitete Auflage unter dem Reihentitel: Publikationen zur Zeitschrift für Germanistik, Bd. 2. Bern, Berlin etc.: Peter Lang 2003
- Thomas Bernhard – Die Zurichtung des Menschen (Hrsg., mit Markus Joch). Würzburg: Königshausen und Neumann 1999
- »Die andere Stimme«. Das Fremde in der Kultur der Moderne (Hrsg., mit Manuel Köppen). Köln, Weimar, Wien: Böhlau 1999
- Thomas Bernhard – eine Einschärfung (Hrsg., mit Joachim Hoell und Kai Luehrs-Kaiser). Berlin: Vorwerk 8 1998. Zweite Auflage 1999
- Die Bilderwelt des Peter Weiss (Hrsg., mit Ulrich Schreiber). Hamburg: Argument-Verlag 1995